# アンジェロ・モルベリ
アンジェロ・モルベリ（Angelo Morbelli、1853年7月18日 - 1919年11月7日）はイタリアの画家である。病院の老人など社会的なテーマを題材にした絵画を描いた。新印象派の色彩分割（筆触分割）のスタイルの作品も描いた。

## 略歴
イタリア北部、ピエモンテ州のアレッサンドリアのワイン醸造所の経営者の息子に生まれた。はじめ音楽への強い興味を示したが、7歳ころから患っていた進行性の難聴のために、音楽家の道に進むことはできなくなった。両親はかわりにモルベリに地元の画家から絵を学ばせた。ミラノのブレラ美術アカデミーに進み、ジュゼッペ・ベルティーニやラファエーレ・カスネディに学んだ。
1880年にブレラ美術アカデミーに出展した作品で、画家として評価されるようになり、1883年ころから、社会的なテーマの作品を描くようになり、ミラノの老人ホーム(Pio Albergo Trivulzio)の高齢者を題材にしばしば描いた。そうした作品の一つ、『ミラノのトリヴェルツィオ施療院の休日』（1892年）は現在、フランス、パリのオルセー美術館に展示されている。
同様に社会的なテーマを描いたジョヴァンニ・セガンティーニやジュゼッペ・ペリッツァ・ダ・ヴォルペードと友人であった。